# Vietri sul Mare

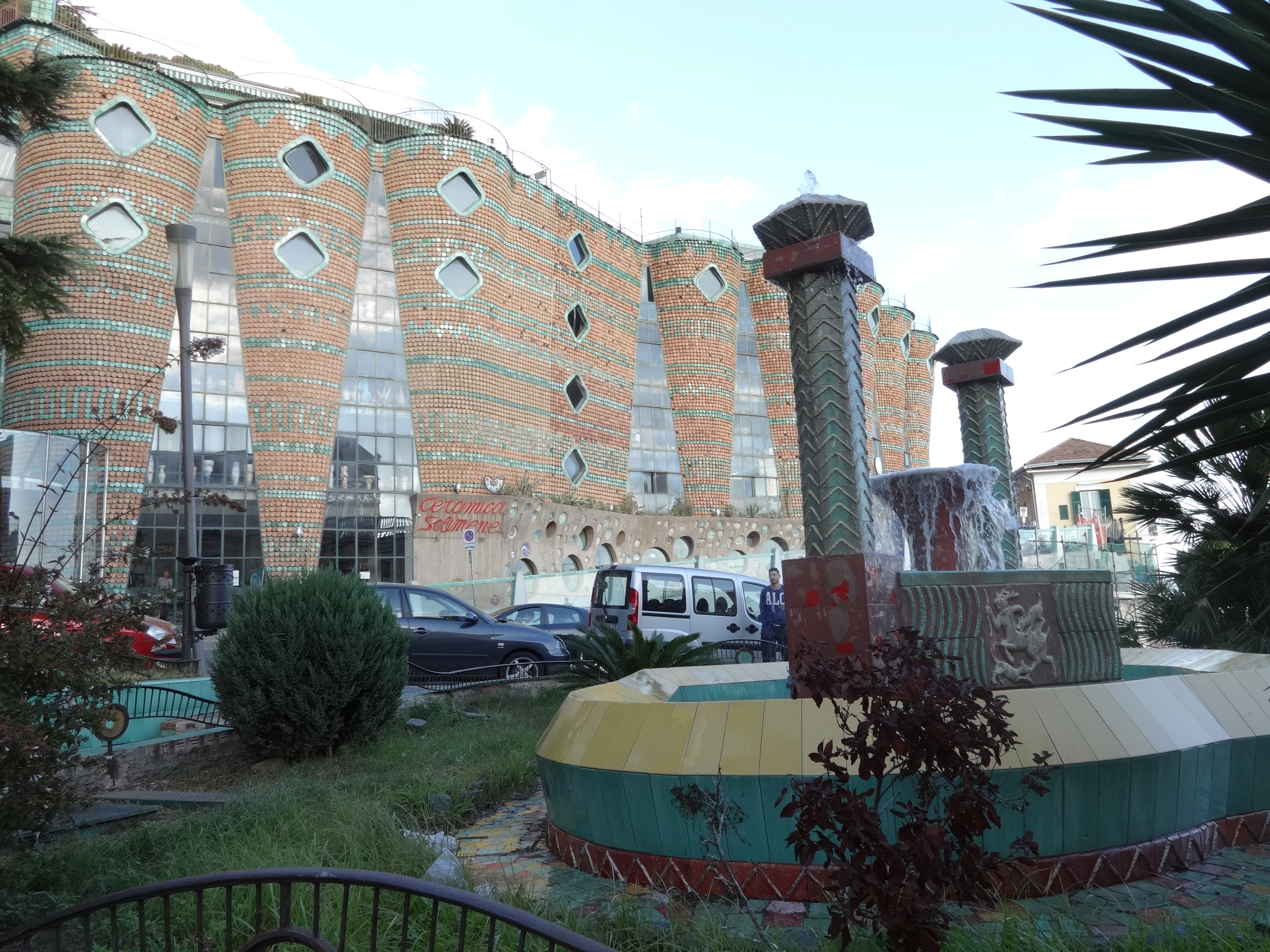
Keramikfabrik und -ausstellung

Vietri sul Mare ist eine italienische Gemeinde mit 7080 Einwohnern (Stand 31. Dezember 2023) in der Provinz Salerno in der Region Kampanien. Sie gehört zur Bergkommune Comunità Montana Penisola Amalfitana.
Die Fraktion Albori ist Mitglied der Vereinigung I borghi più belli d’Italia (Die schönsten Orte Italiens).
Die Nachbarorte von Vietri sul Mare sind Cava de’ Tirreni, Cetara, Maiori und Salerno.

## Vietri Keramik
Berühmt ist Vietri sul Mare für die handgefertigte bunte Keramik, die an der ganzen Küste verkauft wird. Schon im Mittelalter wurden hier die bekannten Vietri-Fliesen, Vasen, Teller und andere Keramikgegenstände hergestellt. Viele Häuser und Kirchen sind mit traditionellen Fliesen dekoriert, viele mit religiösen Motiven. Die fröhlichen Farben spiegeln das türkisfarbene Meer, den blauen Himmel und die grüne mediterrane Macchia.

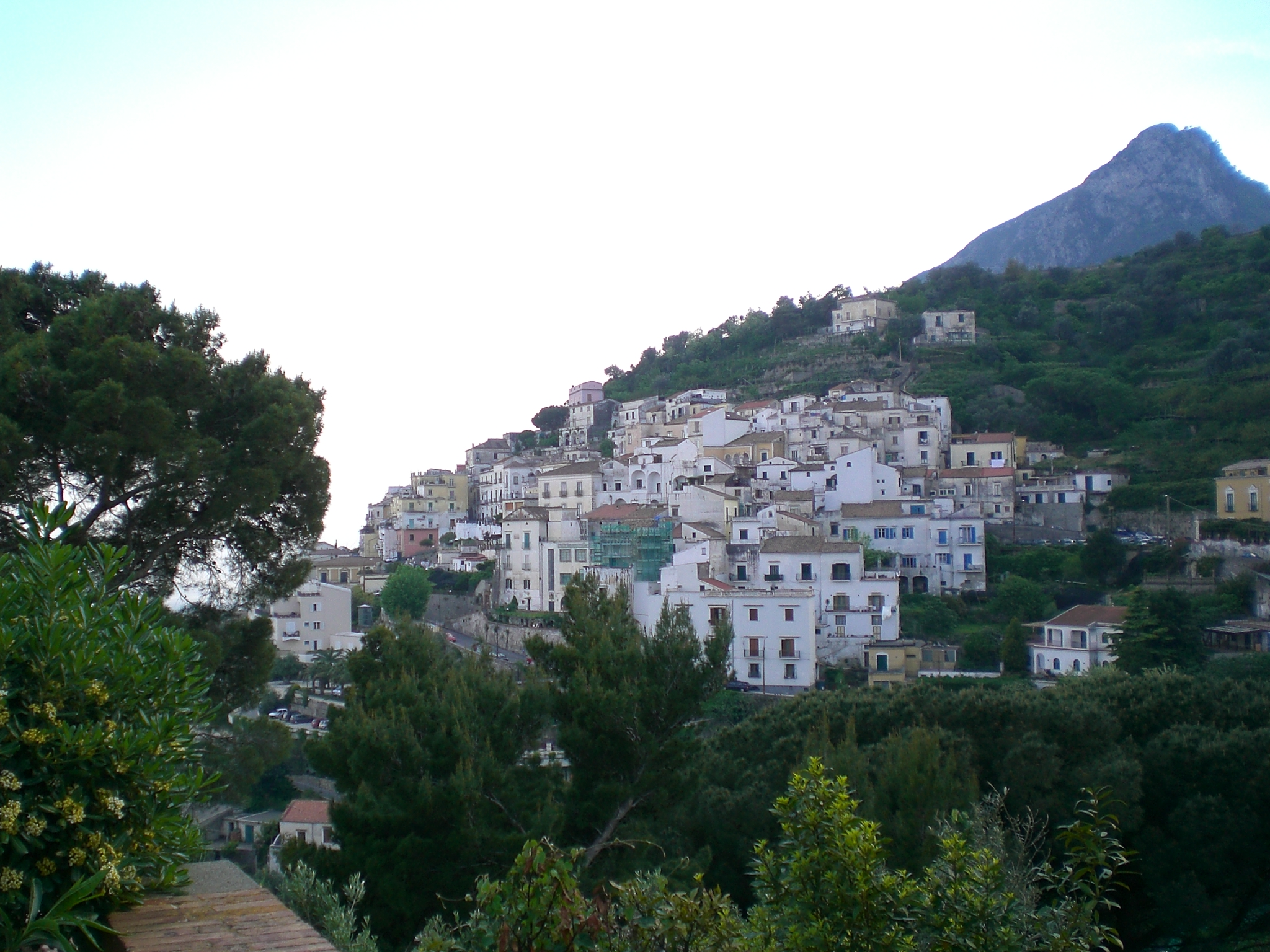
Raito

In Raito, einem Ortsteil von Vietri sul Mare, wird die Majolika der Amalfiküste hergestellt. In dem kleinen Dorf auf einem Hügel gibt es ein Keramikmuseum, das in einem Gebäudeflügel der Villa Guariglia untergebracht ist. Im antiken Turm Toretta Belvedere werden Exponate zur Geschichte der Keramikkunst aus dem 17. bis 19. Jahrhundert gezeigt. Ab den 1920er-Jahren gab es in Raito eine deutsche Künstlerkolonie, die den Keramikstil nachhaltig beeinflusste. Zu ihnen gehörte auch der Otto Pankok Schüler Richard Dölker (1896–1955), Irene Kowaliska-Wegner (1905–1991), Lisel Oppel (1897–1960) oder Barbara Margarethe Thewalt-Hannasch (1901–1962). Sie schufen, inspiriert vom mediterranen Lebensgefühl an der Amalfiküste eine bunt-naive Bilderwelt. Ein Raum des Museums widmet sich der deutschen Phase („periodo tedesco“).
Die Arbeit dieser deutschen Künstlerkolonie ist eng verbunden mit der in den Jahren 1926/1927 von dem deutsch-jüdischen Unternehmer Max Melamerson gegründeten Keramik-Fabrik, der "I.C.S" ("Industria Ceramica Salernitana"/Keramische Industrie Salernitana). Max Melamerson, am 17. Oktober 1881 in Suwalki (Polen) geboren, war vor seiner Zeit in Vietri sul Mare in Hamburg ansässig. Er gründete die I.C.S in den Werkstätten des ehemaligen Keramikunternehmens "Della Monica" in Marina di Vietri, wahrscheinlich in Zusammenarbeit mit Günther Stüdemann, dem Inhaber der "Ceramica Fontana Limite". Die damals in der I.C.S. hergestellten Keramiken ersetzten die bislang vorherrschenden traditionellen Motive (Ornamente, Blumen, Früchte) durch solche, die Anregungen aus der unmittelbaren Umwelt aufgriffen vor allem Figuren und Szenen aus dem Dorfleben.
Die Geschichte der I.C.S. unter Max Melamerson ist auch Teil der Geschichte des Exils deutscher Künstler an der Amalfi-Küste. Es gab Querverbindungen zur Exilgemeinde in Positano, u. a. durch Irene Kowaliska oder Lisel Oppel. Ilse Bruck-Bondy, die Mutter von Michele Theile, zog 1940 mit ihrem Sohn für ein Jahr von Positano nach Vietri sul Mare in die Wohnung von Max Melamerson und seiner Frau Flora (Flora Haag, geboren am 23. Mai 1898 in Hamburg). Max Melamerson und seine Frau wurden am 7. Juli (Max) bzw. 14. September 1940 (Flora) interniert, durchliefen mehrere italienische Internierungslager und wurden am 10. September 1943 aus der „Barackenstadt“, dem calabresischen Lagergetto Ferramonti di Tarsia befreit. Sie lebten 1945 in Cosenza.
Vietri sul Mare gehört als Teil der Kulturlandschaft Amalfiküste zum Weltkulturerbe der UNESCO.

## Demografie
Vietri sul Mare zählt 2781 Privathaushalte. Zwischen 1991 und 2001 fiel die Einwohnerzahl von 9401 auf 8543. Dies entspricht einer prozentualen Abnahme von 9,1 %.

## Persönlichkeiten
Geburtsort des österreichischen Autors Humbert Fink (eigentlich: Luigi Umberto Fink) (1933–1992) und des italienischen Kochs Antonio Carluccio (1937–2017).